# Bochum
Bochum (pronunciación en alemán: /ˈboːxʊm/ⓘ, regional [ˈbɔxʊm]) es una ciudad alemana parte de la metrópoli del Rin-Ruhr, en el estado de Renania del Norte-Westfalia. Está situada en la parte central de la cuenca del Ruhr, entre las ciudades de Essen y Dortmund. Con un área de 145.45 km², cuenta con 370 899 habitantes (a 30 de diciembre de 2020) y es la decimosexta ciudad más poblada de Alemania.

## Geografía

### Localización
Bochum está al oeste de Alemania, en el estado federado de Renania del Norte. Está situada en el centro de la cuenca del río Ruhr, afluente del Rin. 

### Geología
Hay rocas sedimentarias de carbón y caliza de creta. Los estratos geológicos se puede visitar en la antigua cantera de la mina Zeche Klosterbusch y en los Jardines Geológicos de Bochum (Geologischer Garten Bochum). 

### Entorno natural
En el sur de la ciudad se encuentran los bosques, el más conocido es Weitmarer Holz. La mayoría de los bosques son de robles y hayas. También abundan los acebos.

### Demografía y organización territorial

Distritos de Bochum

Bochum está dividida en seis distritos administrativos con un total de 367 117 habitantes. Tiene una superficie de 145,4 km² y una densidad de población: 2725 hab./km² (datos del 31 de mayo de 2010).
Distritos:
- Bochum-Mitte: incluye las zonas de Innenstadt, Hamme (incluyendo Goldhamme y Stahlhausen), Hordel,

Hofstede, Riemke, Grumme y Altenbochum.
- Wattenscheid: Wattenscheid-Mitte, Leithe, Günnigfeld, Westenfeld Sevinghausen, Höntrop, Munscheid y Eppendorf (incluyendo Engelsburg and Heide).
- Norte: Bergen, Gerthe, Harpen (incluyendo Rosenberg), Kornharpen, Hiltrop and Voede-Abzweig.
- Este: Laer, Werne, y Langendreer (incluyendo Ümmingen y Kaltehardt).
- Sur: Wiemelhausen (que incluye Brensched y Ehrenfeld), Stiepel (Haar, Brockhausen y Schrick) y Querenburg (Hustadt y Steinkuhl).
- Sudoeste: Weitmar (Bärendorf, Mark y Neuling), Sundern, Linden y Dahlhausen.

## Historia y economía
En el siglo IX Carlomagno instaló una corte imperial en el cruce de dos caminos comerciales importantes (que hoy se encuentra en el centro de la ciudad). En 1041 Bochum aparece nombrada por primera vez en un documento de los Arzobispos de Colonia. Lleva entonces el nombre "Cofbuokheim" y apenas era una aldea. En 1321 el conde Engelbert II del Mark confiere a Bochum el derecho municipal. En 1461 pasó a pertenecer al ducado de Kleve y al de Brandeburgo en 1614. En 1517 un incendio destruyó la ciudad. 

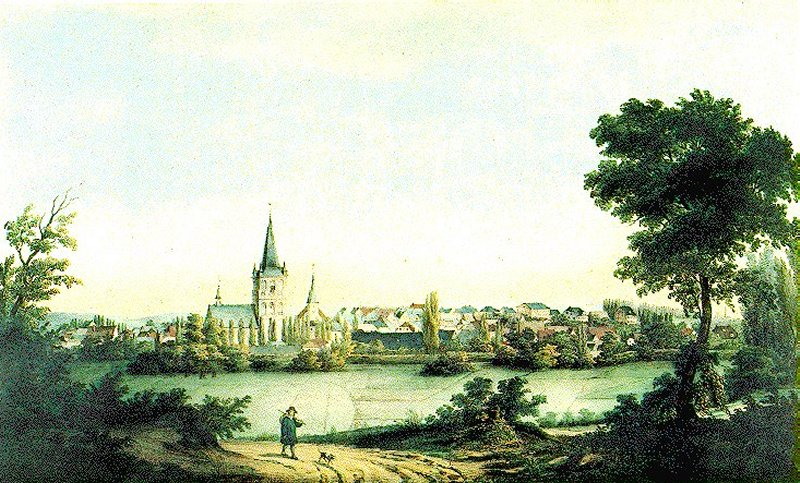
Bochum en la primera mitad del

En 1735, el municipio contaba con 25 pequeñas minas de carbón. En 1816, una vez acabada la ocupación por Napoleón, se forma el nuevo distrito administrativo de Arnsberg, en cuyo centro se encontraba la ciudad de Bochum. Alrededor del año 1850, Jacob Mayer funda la compañía siderúrgica "Bochumer Verein”. Sobre esta fecha Bochum era una pequeña ciudad de alrededor de 4500 habitantes y su población fue aumentando hasta tener 100 000 habitantes en 1900. 
Se convierte en una ciudad grande por la incorporación de varios pueblos pequeños y en 1905 tiene casi 117 000 habitantes, casi 30 000 de ellos mineros. Su población aumentó también debido a la inmigración, principalmente procedente de Polonia. En 1939 la ciudad había crecido a 300 000 habitantes. 

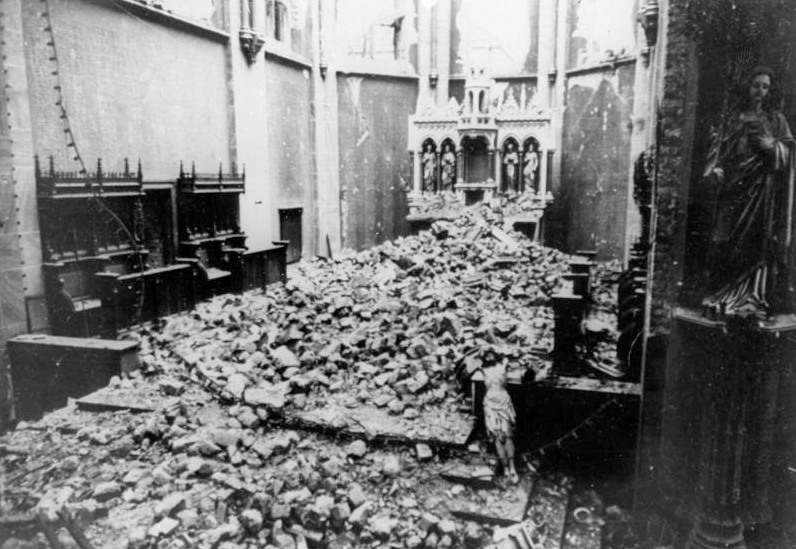
Ruinas de la iglesia de St. Marien durante la Segunda Guerra Mundial

Durante la Segunda Guerra Mundial, Bochum fue destruida por los bombardeos y su Iglesia Diócesis o Propsteikirche, del año 1599, fue el único edificio histórico intacto. Después de la guerra, la ciudad se reconstruyó con un estilo metropolitano con anchas calles y edificios modernos. Después de más de sesenta años, se siguen encontrando bombas en la región, normalmente encontradas por trabajadores de la construcción. Una bomba encontrada en octubre de 2008 en el centro de Bochum, hizo que centenas de trabajadores de Emergencias evacuaran a 400 personas. Un mes después, explotó una bomba enterrada en el barrio de Hattingen hiriendo a 17 personas. 
Entre 1960 y 2001 todas las minas fueron cerradas. El declive de dicha actividad dio lugar a una transformación económica, siendo compensado por un enorme desarrollo industrial en toda la cuenca del Ruhr. En el año 1961, la fábrica de coches "Adam Opel AG" instala su primera sucursal en Bochum. La fábrica ofreció puestos de trabajo a los mineros que habían quedado sin empleo. Desde 2009, la fábrica se ha visto en serias dificultades financieras y, en diciembre de 2012, la empresa anunció que en 2016 se detendría la producción de vehículos en la sucursal de Bochum. 
En 1965 se abrió la Universidad Ruhr de Bochum, la primera universidad en la región de la Cuenca del Ruhr. En 1975, una reestructuración municipal unió a la localidad de Wattenscheid con Bochum. En 1989 se inauguró la primera comunicación subterránea entre dos ciudades alemanas: el metro subterráneo U-35 que une Bochum con Herne. En 1993, las ciudades Bochum, Hattingen, Herne y Witten firman un contrato de cooperación y forman la Región Mittleres Ruhrgebiet (Región central de la Cuenca del Ruhr). En 1994, Ernst-Otto Stüber es elegido como alcalde de Bochum. Se convierte en el primer alcalde profesional de una gran ciudad en Renania-Westfalia (antes la alcaldía era un cargo honorífico). 
A día de hoy, la economía de la ciudad se basa en las industrias del automóvil, las industrias químicas, la metalurgia y el sector de servicios.

## Cultura

### Música y teatro

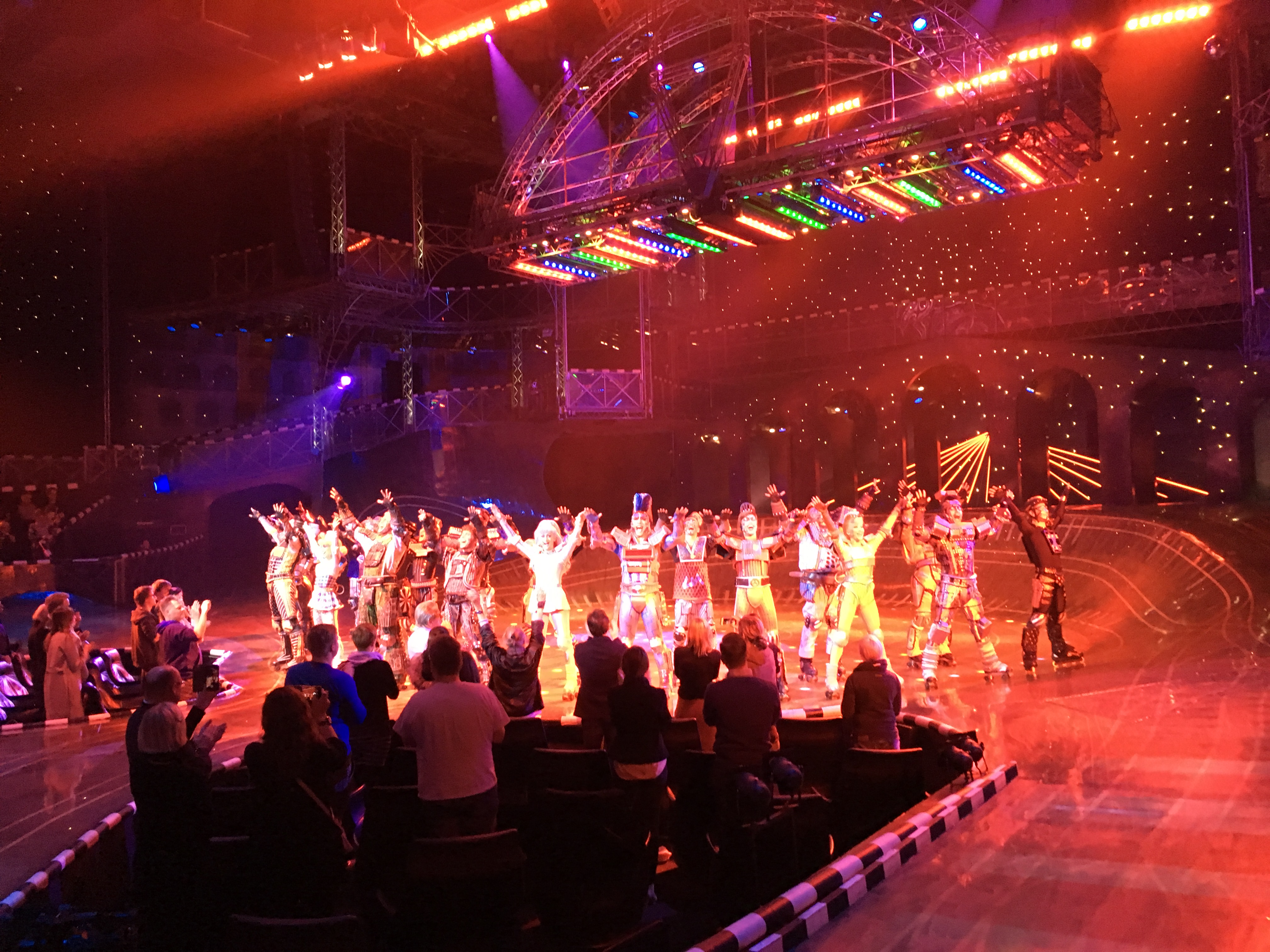
Representación del musical Starlight Express en Bochum

Durante el año 2010, la Cuenca del Ruhr, conmemoró el Año Europeo de la Cultura, cuyo precedente más inmediato fue la celebración de la gala de los Premios Europeos de Cine 2009.
Bochum es un centro cultural de la región del Ruhr. 
El teatro municipal de Schauspielhaus Bochum es uno de los más grandes y más importantes teatros de Alemania. Fue fundado en 1919 y tiene tres salas: la más grande es la "Schauspielhaus" "(teatro de arte dramático), la otra es la "Kammerspiele" (teatro de cámara) y la más pequeña está en el sótano y se llama "TuT - Theater unter Tage" (teatro subterráneo).
Bahnhof Langendreer (la estación Langendreer) es un centro sociocultural con un programa cultural extenso enfocado a la música, el teatro, la literatura y la política. Está subvencionada con fondos públicos.
Son importantes el Teatro al Aire Libre Bochum-Wattenscheid cuyo programa está especialmente enfocado a comedias, shows y espectáculos para niños, y el Auditorio Municipal de Wattenscheid está enfocado al teatro y la música, también es un lugar de encuentro para asociaciones culturales. 
La Sala Thürmer, donde se celebran habitualmente conciertos de cámara con piano como instrumento principal.

### Museos
El Museo Alemán de Minería es el museo de tecnología minera más importante del mundo.
El Museo de Ferrocarriles de Bochum-Dahlhausen. Es un museo privado y es el más grande de Alemania. Organiza eventualmente transportes de pasajeros en trenes históricos. 
El Zeiss Planetarium de Bochum está situado en una colina al sur del parque de la ciudad y cuenta con un amplio programa que incluye música, espectáculos, actividades infantiles y exposiciones. 
El Telefonmuseum fundado en 1996 cuenta con una amplia exposición de aparatos de telecomunicación históricos y además es un museo interactivo. 
El Museo de Arte de Bochum. La colección se centra en el arte de la Europa del Este y la Europa central.

## Transporte

### Carretera
Bochum está unida a la red de autopistas (Autobahn) por las autopistas A 40 y A 43. Además, Bochum tiene una carretera de circunvalación, construida con los estándares de las autopistas, que consta de cuatro segmentos. Sirve como un bucle por el centro de Bochum y comienza y termina en la autopista A40. La Universidad Ruhr de Bochum también es servida por una autopista que va desde el Nordhausen-Ring a autopista A43. Hasta 2012, un nuevo intercambio (Dreieck Bochum-oeste) entre el Donezk-Ring y autopista A40 se está construyendo dentro de los parámetros ajustados debido a la existencia de una fábrica cercana. Además de las autopistas y autovías, también hay una pequeña carretera de circunvalación alrededor del centro de Bochum. La mayoría de las carreteras principales en Bochum son carreteras de varios carriles con semáforos. Bochum también está servida por la Bundesstraße 51 y la Bundesstraße 226. La B51 lleva hacía Herne y Hattingen, y la B226 se dirige a Gelsenkirchen y Witten. 

### Ferrocarril
Bochum tiene una estación central situada en la línea de Duisburg a Dortmund, conectando así la ciudad con la red de larga distancia de Deutsche Bahn, así como a la red de S-Bahn de Rin-Ruhr.

### Autobús, tranvía y metro

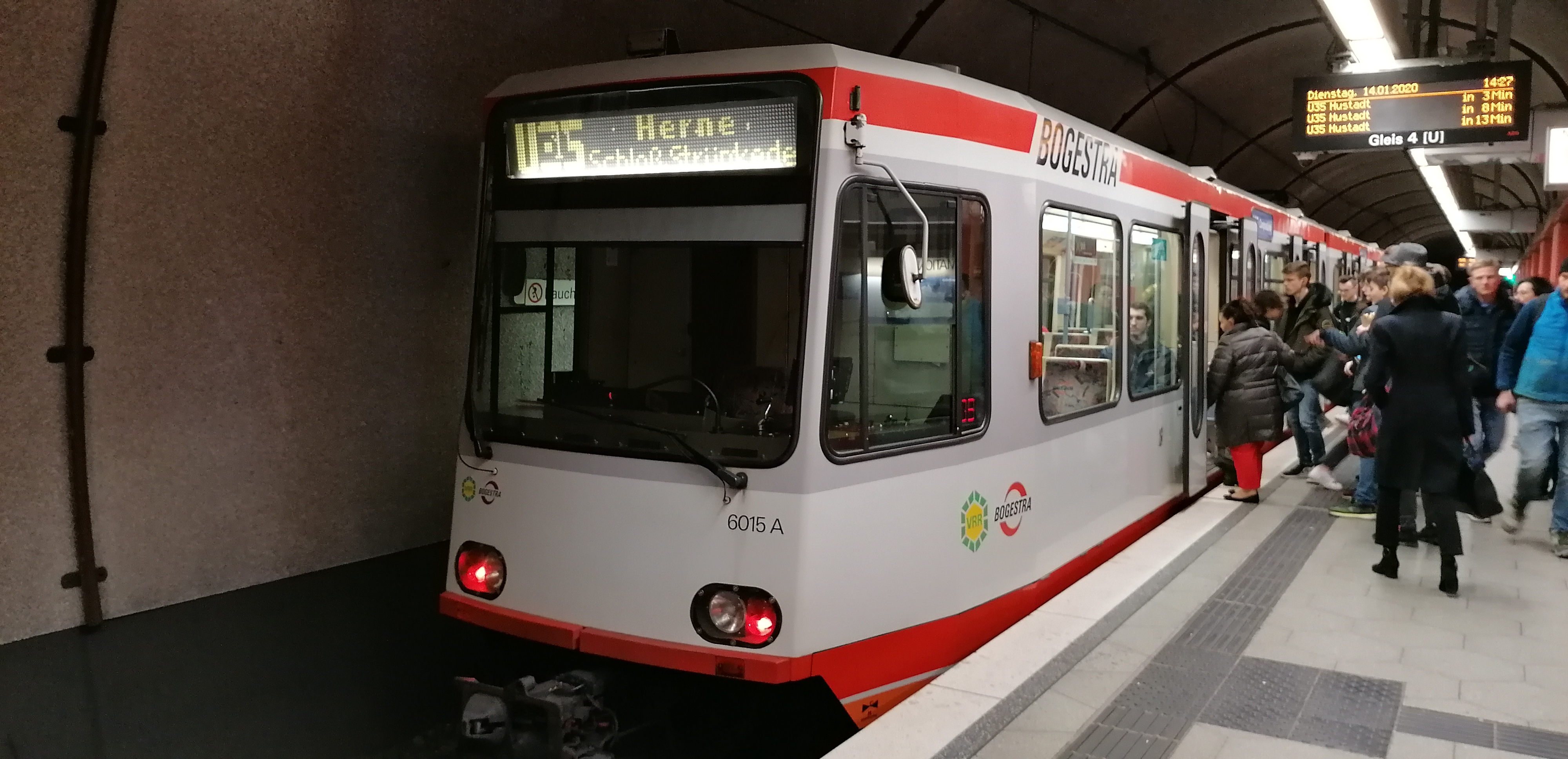
Stadtbahn Bochum

El Servicio local se abastece principalmente por BOGESTRA, un transporte de manipulación de empresa conjunta entre las ciudades de Bochum y Gelsenkirchen. El Bochum Stadtbahn es una única línea de metro que conecta la Universidad de Bochum con la de Herne, y la red de tranvías Bochum / Gelsenkirchen se compone de varias líneas, parcialmente subterráneas, conectando a Gelsenkirchen y a Witten.
El transporte público en la ciudad tiene un precio de acuerdo con el sistema de tarifas de la asociación de transporte VRR. Los billetes son válidos por toda la región del Ruhr y sirven para metro, autobús, tranvía y tren de cercanías. Hay cinco zonas de coste:
- Billetes de viaje corto (tres paradas), 1,30 €
- Billetes de zona A: para viajes dentro de una ciudad, con un uso de 90 minutos, 2,30 €
- Billetes de zona B: viajes de una ciudad a otra cercana, con un uso de 120 minutos, 4,50 €
- Billetes de zona C: viajes de tres ciudades, con un uso de 180 minutos, 9,20 €
- Billetes de zona D: viajes dentro de toda la región de VRR, con un uso de 240 minutos, 10,90 €
- También hay billetes de cuatro viajes y billetes mensual

### Taxi
El taxi es uno de los transportes más caros en la ciudad. Su precio es de 4,50 € tarifa fija y por cada kilómetro suma 1,35 €.

### Vías navegables
Como una de las pocas ciudades de la zona del Ruhr, Bochum no está directamente conectado con la red de vías navegables alemana, el vínculo más cercano está en la localidad de Herne más al norte en el Canal Rin-Herne. En el sur de la frontera de Bochum está marcada por la cuenca del Ruhr. Hasta la primera mitad del siglo XIX fue uno de los ríos más transitados de Europa y se utiliza principalmente para la salida del carbón. A pesar de los barcos turísticos, el tiempo de navegación terminó hace muchos años.

### Transporte aéreo
Bochum no tiene un aeropuerto. Los aeropuertos más cercanos son Essen / Mülheim Aeropuerto (27 km), el aeropuerto de Dortmund (31 km) y el aeropuerto internacional de Düsseldorf (47 km). Para llegar al aeropuerto de Düsseldorf, hay ICE-, InterCity-, líneas de RE-y S-ferrocarril. Otros aeropuertos alcanzables son el aeropuerto de Colonia Bonn, el aeropuerto de Weeze, el aeropuerto internacional de Münster Osnabrück y el aeropuerto de Paderborn Lippstadt.

## Educación
En Bochum, al igual que en el resto de Alemania, la educación ocupa un lugar preponderante ya que brinda los recursos necesarios para aprovechar las fronteras abiertas y las redes mundiales del conocimiento. Gracias al proceso de renovación del sistema universitario Alemania es uno de los países preferido para cursar estudios superiores.

### Educación primaria y secundaria
Hay 61 escuelas primarias, 9 Hauptschulen ("escuelas generales") y 14 escuelas especiales. Además, hay 11 escuelas preparatorias (“Gymnasien”), 5 escuelas comprensivas ("Gesamtschulen"), 8 Realschulen y 2 escuelas privadas Waldorf.
"Gymnasien" escuelas preparatorias
- Goethe-Schule Bochum
- Graf-Engelbert-Schule
- Heinrich-von-Kleist-Schule
- Hellweg-Schule
- Hildegardis-Schule
- Lessing-Schule
- Märkische Schule
- Neues Gymnasium Bochum (escuela formada por la fusión de la antigua Albert-Einstein-Schule y Gymnasium am Ostring)
- Schiller-Schule
- Theodor-Körner-Schule

"Gesamtschulen" escuelas generales:
- Erich Kästner-Gesamtschule Schule
- Heinrich Böll-Gesamtschule
- Maria Sibylla Merian-Gesamtschule
- Willy-Brandt-Gesamtschule
- Matthias-Claudius-Schule (escuela privada)

Escuelas secundarias
- Anne-Frank-Schule
- Annette von Droste--Hülshoff-Schule
- Franz-Dinnendahl-Schule
- Hans-Böckler-Schule
- Helene-Lange-Schule
- Hugo-Schultz-Schule
- Pestalozzi-Schule
- Realschule Höntrop
- Freie Schule-Bochum (con escuela primaria)

Escuelas Waldorf
- Rudolf Steiner Schule Bochum
- Widar Schule Wattenscheid

### Educación superior

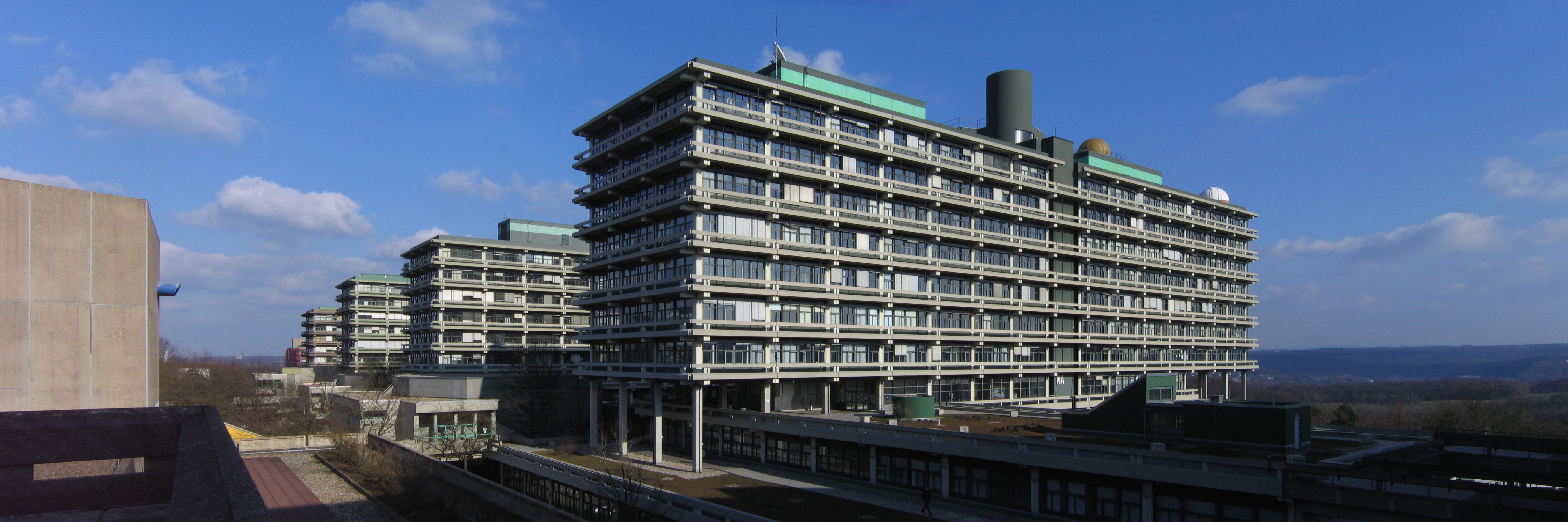
Universidad de Bochum

- Universidad Ruhr de Bochum, fundada en 1965
- Universidad de Ciencias Aplicadas de Bochum (Hochschule Bochum, anteriormente Fachhochschule Bochum)
- Universidad de Ciencias Aplicadas Georg Agrícola (TFH Georg Agrícola)
- Universidad Protestante de Ciencias Aplicadas, Renania-Westfalia-Lippe (Evangelische FH Rheinland-Westfalen-Lippe)
- Escuela de Arte Dramático de Bochum (Schauspielschule Bochum)
- Colegio de la Seguridad Social Federal, Departamento de Seguridad Social de la Gente de Mar (Fachhochschule des Bundes der Sozialversicherung, Abteilung Knappschaft-Bahn-See)

## Deportes
El VfL Bochum es el club de fútbol de la ciudad. Compite en la Bundesliga, la primera categoría del fútbol alemán. Su estadio es el Rewirpowerstadion cuyo aforo es superior a los 30 000 espectadores.

## Ciudades hermanas
- Sheffield (Reino Unido, desde 1950).
- Oviedo (España, desde 1980).
- Donetsk (Ucrania, desde 1987).
- Nordhausen (Turingia, desde 1990).
- Xuzhou (China, desde 1994).